# Eusterinx trifasciata
Eusterinx trifasciata là một loài tò vò trong họ Ichneumonidae.